# Hau (Bedburg-Hau)
Hau ist eine Ortschaft der Gemeinde Bedburg-Hau im Kreis Kleve in Nordrhein-Westfalen. Bis 1969 war Hau eine eigenständige Gemeinde.

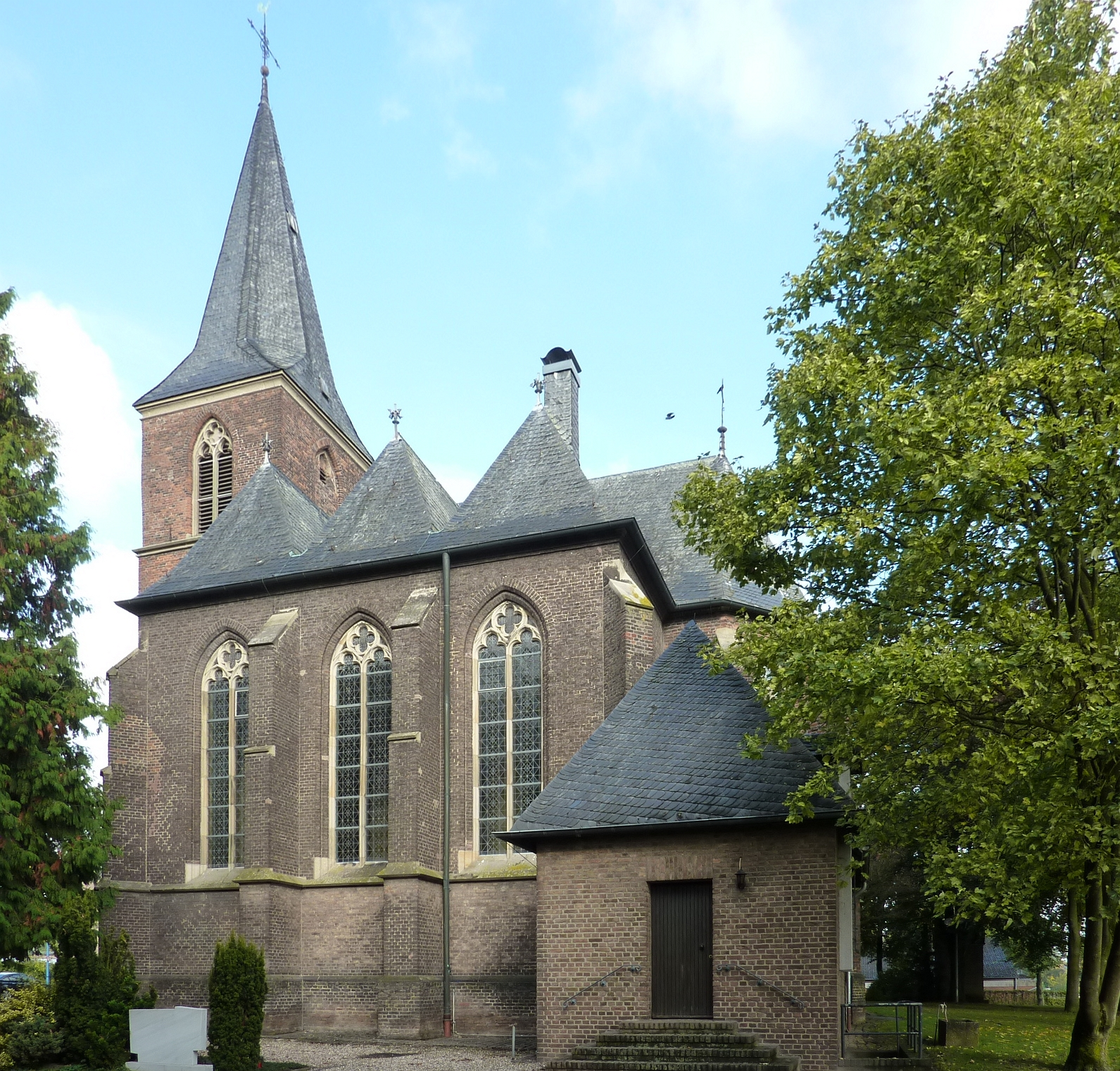
Alt St. Antonius Abbas

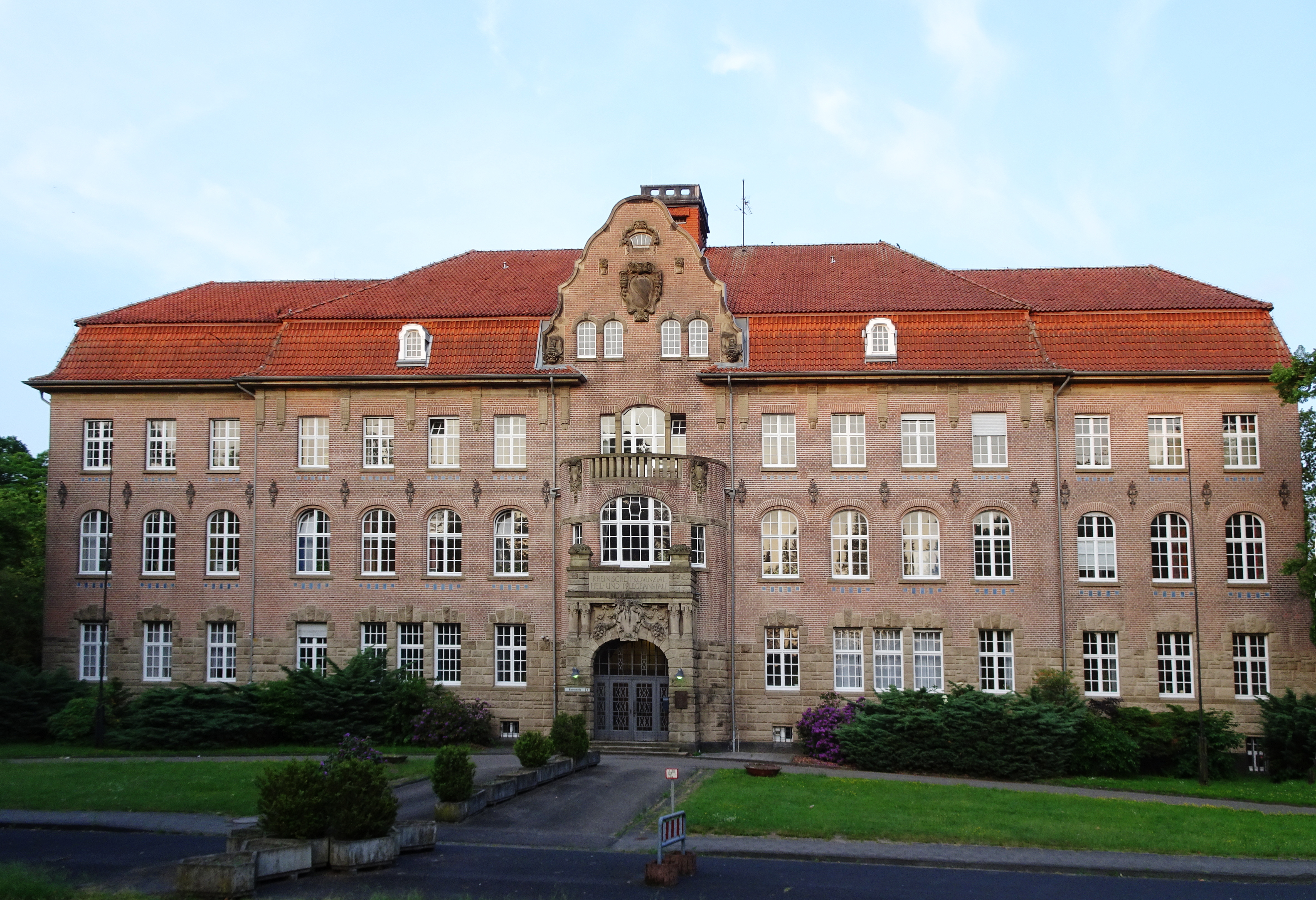
Hauptverwaltungsgebäude der LVR-Klinik

## Geographie
Die Ortschaft Hau umfasst den westlichen Teil des Gemeindegebiets von Bedburg-Hau und grenzt direkt an den südlichen Stadtrand von Kleve. Im Süden der Ortschaft liegt ein Teil des Klever Reichswaldes.

## Geschichte
Hau entstand in einem zum Teil gerodeten Gebiet des Klever Reichswaldes. Der Beginn der Rodung und die Entstehung von Hau erfolgte vermutlich in der zweiten Hälfte des zwölften Jahrhunderts. Bei ihrem Hofe „op gen Houwe“ erbaute Gräfin Margaretha von Kleve 1378 eine Kirche, die dem hl. Antonius geweiht wurde. Seit dem 19. Jahrhundert bildete Hau eine Landgemeinde in der Bürgermeisterei Materborn (ab 1928 Amt Materborn und ab 1945 Amt Till) im Kreis Kleve im Regierungsbezirk Düsseldorf.
Bis zum Anfang des 20. Jahrhunderts war Hau nur eine dünnbesiedelte Streusiedlung. Die Gründung der Provinzial-Heil- und Pflegeanstalt, der heutigen LVR-Klinik Bedburg-Hau, gab der Gemeinde einen starken Wachstumsimpuls. Im Verlauf des 20. Jahrhunderts entstanden ausgedehnte Wohngebiete an der ehemaligen Gemeindegrenze zur Stadt Kleve.
Am 1. Juli 1969 wurde Hau durch das Gesetz zur Neugliederung des Landkreises Kleve Teil der neuen Gemeinde Bedburg-Hau.

### Wappen
| Wappen der früheren Gemeinde Hau | Blasonierung: „In Blau eine goldene (gelbe) Kette mit sieben Gliedern und fünf Antoniuskreuzen. Im Schildhaupt drei Glieder zu den Seiten jeweils wechselnd ein Antoniuskreuz und ein Kettenglied. Im Schildfuß eine goldene (gelbe) Glocke mit Klöppel aufgehängt an einem Antoniuskreuz.“ |
| Wappen der früheren Gemeinde Hau | Wappenbegründung: Das Wappen wurde am 13. März 1963 vom nordrhein-westfälischen Innenminister verliehen. Es zeigt die Kette des Antoniusordens. Der hl. Antonius ist der Schutzpatron von Hau.                                                                                              |

### Banner
|  | 00Banner: „Das Banner zeigt auf einer blauen Bahn die Symbole des Wappens.“ |

## Einwohnerentwicklung
| Jahr | Einwohner | Quelle |
| ---- | --------- | ------ |
| 1832 | 745       | [ 6 ]  |
| 1871 | 768       | [ 7 ]  |
| 1885 | 788       | [ 8 ]  |
| 1910 | 1110      | [ 9 ]  |
| 1925 | 4322      | [ 10 ] |
| 1939 | 5892      | [ 10 ] |
| 2016 | 5935      | [ 11 ] |
| 2022 | 5816      | [ 1 ]  |

## Baudenkmäler
Unter Denkmalschutz stehen in Hau unter anderem die Alte katholische Pfarrkirche St. Antonius Abbas nebst ihrem Pfarrhaus, die Johannesschule, die Kriegergedenkstätte, das Bahnhofsgebäude Bedburg-Hau sowie die Grabanlage des Fürsten Moritz von Nassau-Siegen.

## Kultur
Ein Träger des örtlichen Brauchtums ist die St. Antonius Schützenbruderschaft Hau.

## Verkehr

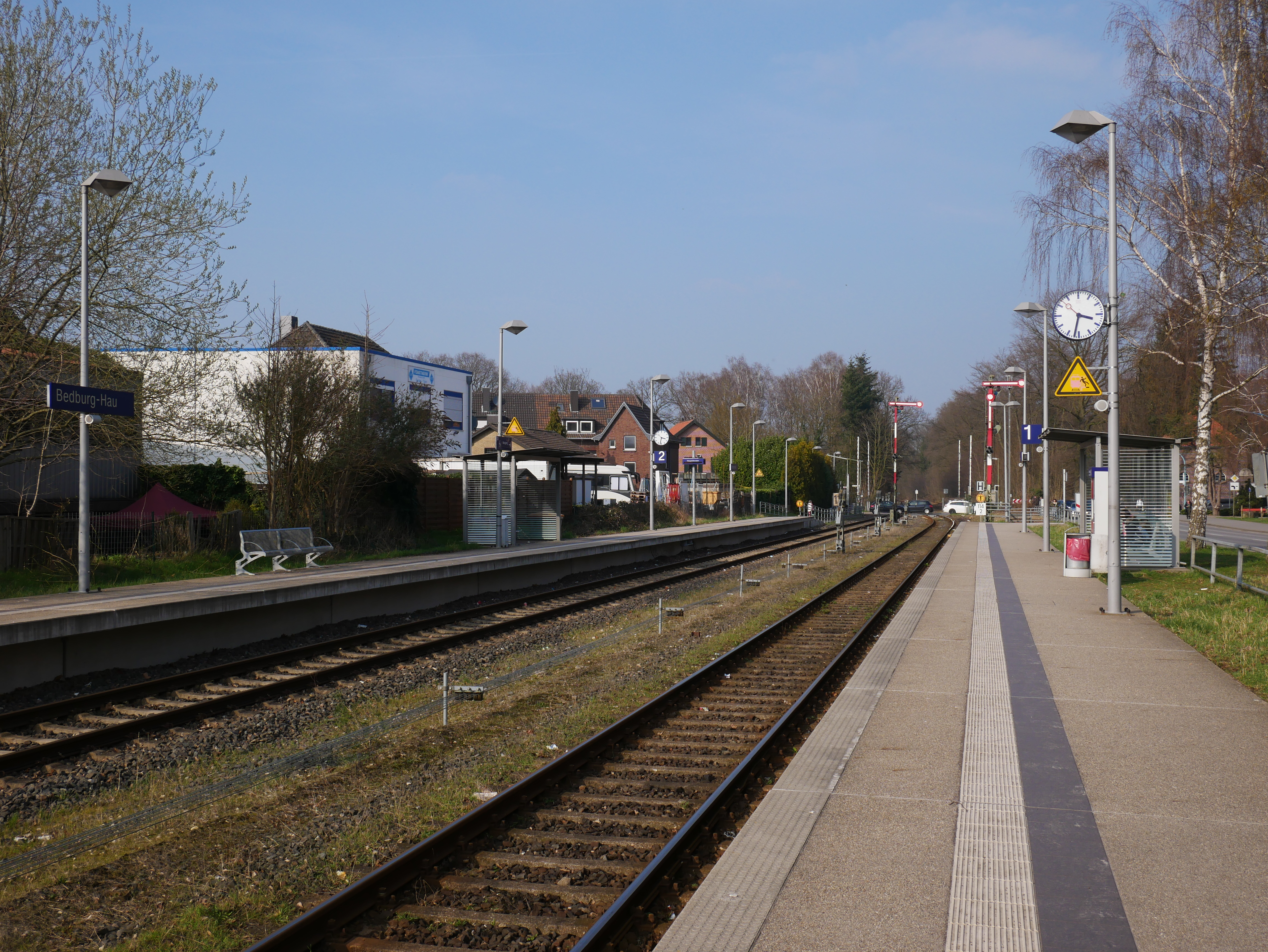
Der Bahnhof Bedburg-Hau

Die Bundesstraße 9 durchquert Hau in Nord-Süd-Richtung. In Hau liegt der Bahnhof Bedburg-Hau der Linksniederrheinischen Strecke. Von 1920 bis 1962 führte eine Linie der Straßenbahn Kleve von der Klever Innenstadt nach Hau.